# Mesenia
Mesenia (en griego Μεσσηνία Messēnía) es una unidad periférica de Grecia, situada en la periferia de Peloponeso. Su capital es Kalamata. Hasta el 1 de enero de 2011 fue una de las 51 prefecturas en que se dividía el país. Limita al este con Laconia; al norte, con Élide y Arcadia; y al sur y oeste con el mar. De Laconia la separa el monte Taigeto. La costa sur forma el llamado golfo de Mesenia.

## Geografía física

### Montañas
Una sierra central hoy llamada Tetrazi (puede que su nombre antiguo fuera Eira) ocupa la parte central (con unos 1400 metros de altura). Al este, las montañas hoy llamadas Makryplai, formaban las antiguas montañas Nomia (Νομία ὄρη), y al oeste la prolongación del Tetrazi hoy llamada Kuvela (en el valle del Neda) se llamaba Elaeos (Elaeum, Ἐλάϊον). los montes Itome y Evan eran los principales.
Aegaleum o Agalios era una sierra que corría paralela a la costa occidental, de la cual formaban parte las montañas Buphras (Βουφράς) y Tomeos (Τομεύς). Tematia (Temathia, Τημαθία) o Matia (Matia, Μαθία) era una montaña que correspondería al moderno Lykodimo, con casi 1000 metros, en la parte suroeste.

### Ríos
Los ríos eran: Pamiso (Pamisus, Παμισός), Neda, Balira (Balyra, Βαλίρα), Electra (Ἠλέκτρα), Ceos (Coeus Κοῖος), Leucasia  (Λευκασία), Amphitus (Ἄμφιτος), Charadrus (Κάραδρος), Aris (Ἄρις), Nedon  (Νέδων), Selas (Σέλας) y Cyparissos (Κυπάρισσος). 

### Cabos
El principal es el cabo Acritas (Ἀκρίτας), o Cabo Gallo, la parte más al sur de Mesenia; al oeste el Corifasion (Coryphasium), que forma la entrada de la bahía de Pilos, el Platamodes (Πλαταμώδης) o Platanodes y el Ciparision (Cyparissium) el más al norte, en la ciudad de Ciparisia (Cyparissia)

### Islas
- Teganussa (Theganussa, Θηγανοῦσσα), moderna Venetiko, en frente del cabo Acritas
- Islas Oenussae (Οἰνοῦσσαι)
- Esfacteria (Sphacteria) en frente de Pilos
- Prote (Πρωτή)

## Historia

Las regiones del Peloponeso en la Antigüedad. Mesenia ocupaba el suroeste de la península.

Los primeros habitantes mencionados son los léleges. Policaón, hijo de Lélege, el rey de los léleges, se casó con la argiva Mesene y gobernó el país al que dio el nombre de su mujer y construyó diversas ciudades, entre ellas Andania donde estableció su capital.
Después de cinco generaciones llegaron los eolios dirigidos por Perieres, hijo de Eolo, al que después sucedió su hijo Afareo, que acogió al fugitivo de Tesalia, Neleo, que fundó Pilos, y él y sus descendientes gobernaron la costa oeste. La familia de Afareo se extinguió y el país pasó a los Atridas de Laconia y el resto permaneció en manos de los reyes de Pilos. En este tiempo el límite entre Mesenia y Laconia era el río Pamiso. 
Conquistado el Peloponeso por los dorios, Mesenia correspondió a Cresfontes, quien se casó con una hija de Cípselo de Arcadia, expulsó a los neleidas de Pilos y gobernó sobre todo el país, que dividió en 5 partes, y estableció la capital real en Esteniclaro, y las otras 4 demarcaciones fueron gobernadas por virreyes y dio a los antiguos habitantes los mismos derechos que a los conquistadores dorios. Eso provocó el levantamiento de los dorios y Cresfontes solo conservó Esteniclaro, y finalmente fue muerto con todos sus hijos, salvándose solo el joven Épito, que estaba en Arcadia con su abuelo Cípselo. Unos años después fue restaurado como rey de Mesenia por los arcadios, espartanos y argivos, fundando la dinastía heráclida de los epítidas, y su descendencia gobernó seis generaciones (Épito, Glauco (hijo de Témeno, Istmio (hijo de Glauco), Dotadas, Sibotas, y Fintas. 
Entonces comenzó la primera guerra mesenia que duró del 743 al 724 a. C. La segunda guerra mesenia fue del 685 al 668 a. C. La tercera fue del 468 al 458 a. C. En conjunto son conocidas como "guerras mesenias".
La primera guerra mesenia supuso pérdidas territoriales para los mesenios, pero la segunda supuso la conquista del territorio por los espartanos (668 a. C.). Miles de mesenios huyeron del país y se establecieron en otros lugares de Grecia o en las colonias; uno de los grupos principales, dirigido por Aristómenes, se estableció en Regio, en Italia, de donde después pasó también a Zancle, situada enfrente, que llevó el nombre de Mesene, después deformado en Mesana (actual Mesina). Los que se quedaron fueron convertidos en ilotas (siervos).
Con el terremoto del 464 a. C. que dejó Esparta en ruinas, los ilotas mesenios, que ya se habían rebelado hacía 4 años, se levantaron masivamente en lo que fue llamada la tercera guerra mesenia, que acabó con la salida de los ilotas asediados en Itome hacia el extranjero. 
Los levantamientos ilotas fueron duramente reprimidos, por miedo de los espartanos, en clara inferioridad numérica, se unía la continua campaña de castigo que estos ejercían, y que incluso incluía un día al año en el que los espartanos salían a «cazar» y matar ilotas, con lo que, evidentemente, el rencor tenía que estar fuertemente asentado entre los mesenios, convirtiéndolos en una potencial revuelta. Este peligro que los espartanos tenían continuamente a sus espaldas les llevó a evitar salir de la ciudad con todas sus tropas en caso de guerra, y a ir militarizando la sociedad como un mecanismo de supervivencia tanto hacia el exterior como hacia el interior. El otro mecanismo para mantener sumisas a las masas ilotas, consistió en destrozar su estructura social, inculcándoles todos los vicios, de tal manera que no pudieran fiarse entre ellos, ni encontrar un líder que seguir, aunque las revueltas muestran el intento de la sociedad ilota de librarse del yugo.
Los mesenios exiliados gobernaron Naupacto, ciudad que arrasaron los locrios ozolios, y fueron estrechos aliados de Atenas desde entonces, y especialmente durante la guerra del Peloponeso. Conquistada Atenas por los espartanos (abril de 404 a. C.), los mesenios abandonaron Naupacto y se refugiaron una parte en Regio o en Sicilia, y el resto en la costa de África, donde fueron acogidos por el pueblo libio de los euesperitas.
En 371 a. C., Epaminondas derrotó a los espartanos en la batalla de Leuctra, y para debilitar a Esparta restauró la independencia de Mesenia y formó la Liga Arcadia. Los hilotas fueron declarados libres y los mesenios exiliados en Regio, Sicilia y África fueron invitados volver. La nueva capital, Mesene, fue construida en 369 a. C. y su ciudadela fue Itome. Los mesenios habían conservado durante 300 años de exilio y esclavitud, sus costumbres y su dialecto dórico. Otras ciudades también fueron reconstruidas y Mesenia fue entonces aliada de Tebas y de Arcadia. 
A la caída del poder de Tebas, los mesenios buscaron la alianza de Filipo II de Macedonia y por tanto no estuvieron en el campo griego en la batalla de Queronea en 338 a. C. El rey macedonio obligó a Esparta a ceder a Mesenia la región de Limnas y algunos distritos fronterizos (Alagonia, Gerenia, Cardámila y Leuctra) sobre los que los mesenios tenían reclamaciones. Unos años después Esparta recuperó estos distritos, pero el momento exacto se desconoce.
Después, los mesenios entraron en la Liga Aquea y lucharon al lado de los aqueos y de Antígono Dosón en la batalla de Selasia en 222 a. C. Al final de la lucha Esparta hubo de ceder otra vez Alagonia, Gerenia, Cardámila y Leuctra.
El rey Filipo V de Macedonia, al que sus consejeros indicaron que Itome y el Acrocorinto eran las claves del Peloponeso, se quisieron apoderar de Mesenia y enviaron una expedición dirigida por Demetrio de Faros, entonces en la corte macedonia, que fracasó y el propio Demetrio murió. 
Otro intento de conquista lo hizo Nabis, tirano de Esparta, consiguió entrar en las murallas de Mesene, pero finalmente fue rechazado por el jefe de la Liga Aquea, Filopemen, venido para prestar ayuda desde Megalópolis. En el tratado entre Nabis y Roma en 195 a. C., el tirano espartano fue obligado a restituir todo lo que había conquistado a Mesenia.
Poco después estallaron disputas entre Mesenia y la Liga Aquea, que acabaron en guerra abierta. Los aqueos fueron derrotados y Filopemen fue hecho prisionero y ejecutado en 183 a. C., pero su sucesor, Licortas, derrotó a los mesenios y entró en Mesene donde hizo ejecutar a todos los que habían participado en la ejecución de Filopemes. Mesenia hubo de reingresar en la Liga Aquea, y Abia, Turia y Faras (Pharae) se hicieron independientes y entraron en la liga separadamente.
Cuando el cónsul romano Lucio Mumio fijó las fronteras de los estados griegos, Abia, Turia y Fares fueron retornadas a Mesenia, así como el distrito llamado Dentheliates Ager que había sido ocupado por Esparta. Como este distrito permaneció disputado se pidió un arbitraje a Mileto y al pretor de Acaya, Atidius Geminus, que confirmaron a Mesenia como legítima titular. 
Mesenia fue favorable a Marco Antonio, y Octavio César Augusto como castigo, después de la batalla de Actium en 31 a. C., entregó Turia y Faras y el Dentheliates Ager a Esparta, pero Tiberio revocó la decisión de Augusto y devolvió los distritos a Mesenia.

## Ciudades históricas
Andania fue la capital de los primeros reyes. La principal fortaleza era Itome y también Eira. La capital a partir del 369 a. C. fue Mesene, cerca de Itome.
Las ciudades se pueden dividir en tres grupos:
- En la llanura de Esteniclaro:
  - Andania
  - Ecalia
  - Anfea
  - Esteniclaro
  - Abia o Ire
  - Mesene con la ciudadela de Itome.
  - Policne
  - Dorio
- En la llanura de Macaria: 
  - Faras, moderna Kalamata
  - Calamas
  - Limnas
- En la península occidental y costa del oeste:
  - Corone
  - Ásine
  - Colonides
  - Metone
  - Pilos
  - Érana
  - Ciparisia
  - Aulón
- De localización desconocida:
  - Etea

## Municipios
Desde 2011 se divide en 6 municipios:
- Dytikí Mani
- Kalamata
- Messini
- Oichalía
- Pilos-Néstor
- Trifylía